# Gilbert Olivier
Pour les articles homonymes, voir Olivier (homonymie).
Gilbert Olivier, né à Paris 6e le 19 mai 1914 à Paris et mort à Paris 16e le 7 janvier 1992, avocat à la cour d'appel de Paris, est le troisième président de la Fédération sportive de France (de 1955 à 1965) après Paul Michaux et François Hébrard.

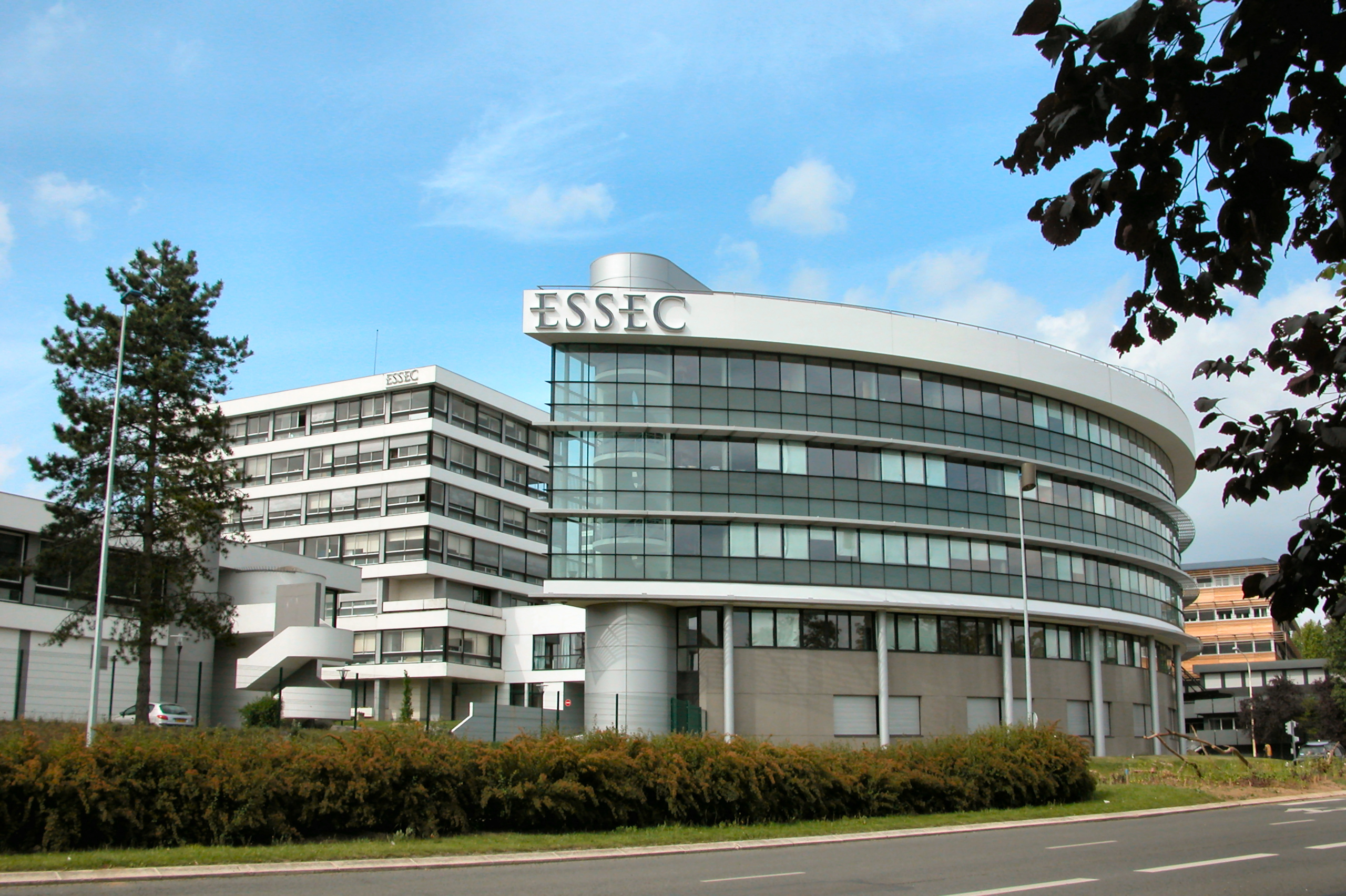
Campus de l'ESSEC à Cergy.

Sa réputation reste cependant surtout attachée au développement de l’École supérieure des sciences économiques et commerciales qu’il implante dans la ville nouvelle de Cergy et amène à la renommée internationale.

## Biographie

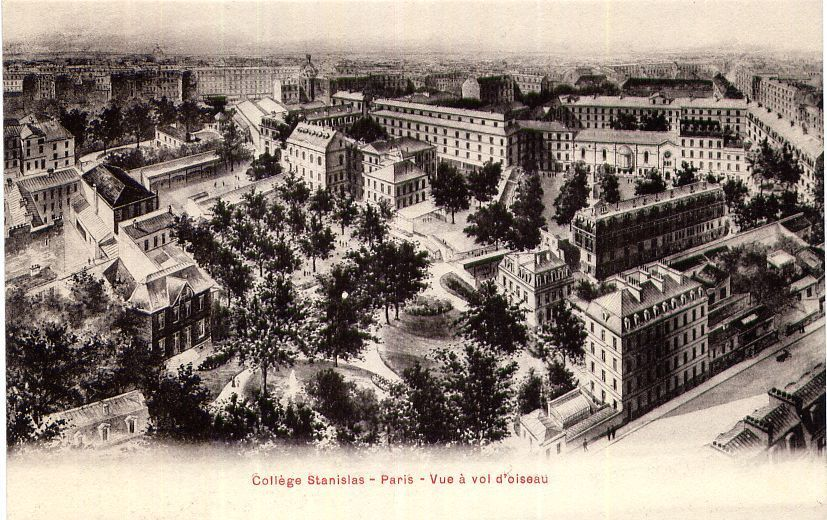
Le collège Stanislas au début du XXe siècle.

Gilbert Olivier est le fils d’Eugène Olivier, médecin éminent professeur agrégé d'anatomie, premier président du Paris université club en 1906 et membre de l’équipe championne d’escrime (épée) en 1908 aux Jeux olympiques de Londres où il obtient également une médaille de bronze individuelle.
De 1924 à 1931, Gilbert Olivier effectue ses études secondaires au collège Stanislas ; il poursuit son cursus à la Faculté de droit de Paris où il obtient sa licence en droit en 1934. Diplômé de l’École libre des sciences politiques en 1936 il est avocat à la cour d'appel de Paris dès l'année suivante.
La guerre, où il gagne les galons de capitaine et la croix de guerre, vient interrompre ses études. Membre du comité directeur de l’Association et de l’union française des avocats de France, il est nommé secrétaire de la conférence du stage en 1942.
À la Libération, il enseigne le droit commercial à la faculté de droit de l’Institut catholique de Paris (ICP), puis à l’École supérieure des sciences économiques et commerciales (ESSEC) et passe son doctorat en droit en 1946. En 1953, il est diplômé du centre de perfectionnement dans l’administration des affaires de la chambre de commerce de Paris.

### Gilbert Olivier et la Fédération sportive de France
De 1929 à 1939, les études et débuts professionnels de Gilbert Olivier ne l’empêchent pas de participer activement à la vie d’un patronage parisien : la Saint François d’Assise du plateau de Vanves.
En 1955, sur les conseils de Charles Mansion, président de l’Union française des centres de vacances et de loisirs (UFCV), François Hébrard, doyen de la faculté de droit de l’ICP, le sollicite pour lui succéder à la tête de la Fédération sportive de France (FSF) ; il accepte alors cette charge.
Dès les premières années de sa présidence, il craint cependant que l’avenir de l’ESSEC ne l’oblige à de fréquents déplacements à l’étranger, incompatibles avec l’idée qu’il se fait de la présidence d’une fédération sportive et il suscite en 1958 la candidature au comité central d’un collègue du palais de justice, Maître Guy Fournet qui, après avoir assuré la vice-présidence dès 1960, lui succède en 1965.
Si ses contraintes universitaires l’obligent parfois à déléguer des tâches à ses vice-présidents et à Robert Pringarbe, le jeune directeur administratif qui prend ses fonctions en même temps que lui, Gilbert Olivier reste cependant toujours très vigilant, voire intransigeant, sur les questions d’éthique et d’orientation générale. Ainsi, considérant l’engagement politique public de Marie-Thérèse Eyquem incompatible avec la neutralité associative, il en exige la démission.
Deux crises majeures ponctuent son mandat. La première concerne la prise de distance de l’Église de France à l’égard des patronages paroissiaux— qui s’accentue après son départ en 1965 — et la mise en œuvre du concile Vatican II. En 1964, le titre d’un éditorial de sa main dans la revue fédérale Les Jeunes, où il met l’épiscopat français en garde contre le risque d’une euthanasie des chrétiens ordinaires, résume sa pensée : Plaidoyer pour les chrétiens frileux.
La seconde crise concerne les rapports de l’État au monde sportif, avec les arrêtés de Maurice Herzog du 27 novembre 1962 puis du 4 avril 1963. Les éditoriaux de la revue fédérale s’enflamment à nouveau pour défendre la liberté d'association et le bénévolat ; ils seront bientôt suivis des premiers recours administratifs du mouvement sportif à l’égard de son administration de tutelle.
Son mandat est également marqué par la défense des diplômes de moniteurs et monitrices décernés par la FSF et leur reconnaissance officielle dans le cadre de la loi promulguée le 6 août 1963 qui réglemente, pour la première fois, l’enseignement à titre onéreux de l’éducation physique et du sport. Bien secondé par Robert Pringarbe, il obtient, peu avant son départ, leur inscription sur les tableaux de l’arrêté définissant les titres reconnus par l’État.

### Gilbert Olivier et l’ESSEC
Déjà enseignant dans l’établissement, Gilbert Olivier succède au père Donjon à la direction de l'ESSEC le 21 mai 1960. Il confie deux ans plus tard à un cabinet de psychosociologie une enquête qui révèle des faiblesses de l’établissement. Il entreprend alors une vaste réforme pédagogique. Dès 1962 les stages occupent le sixième du temps d’enseignement : un stage "ouvrier" en première année, un à l’étranger en seconde et un d’insertion professionnelle en troisième. La même année l’école obtient la reconnaissance officielle de son diplôme.

#### La réforme des études
Dès 1963, il instaure un corps de jeunes professeurs titulaires composé d’anciens élèves puis ne tarde à puiser dans le vivier des autres grandes écoles. On compte douze professeurs permanents en 1971 et trente deux ans plus tard. La même année il crée le centre de recherche de l'ESSEC qu’il met à la disposition des entreprises. Celui-ci devient, en 1969, le Centre d’études et de recherche en sciences sociales, économiques et commerciales (CERSSEC). Entre-temps le concours d’entrée à l'ESSEC s’est ouvert aux élèves des classes préparatoires de l'enseignement public qui représentent 55 % des admis en 1966.
L’année suivante l’école recrute directement en seconde année des diplômés de l’enseignement supérieurs et 17 ingénieurs entrent sur titres en 1968. Cette année-là, l’école importe des États-Unis l’enseignement programmé pour les élèves de première année. Entre temps, en 1967, le diplôme obtient l’équivalence du diplôme d’études supérieures en comptabilité (DESC) ; en 1970, il permet de se présenter au certificat d'aptitude au professorat de l'enseignement technique (CAPET) et à l’école nationale d’administration (ENA). En 1972 le concours d’entrée s'ouvre aux jeunes filles.

#### Le changement de site
Les 600 étudiants de l'ESSEC sont alors à l’étroit dans les locaux parisiens de la rue d'Assas et Gilbert Olivier doit envisager une délocalisation en banlieue. Divers sites sont envisagés, dont Gentilly en Val-de-Marne. Après les avis de Paul Delouvrier et Bernard Hirsch, la ville nouvelle de Cergy-Pontoise est finalement retenue. Le pari consiste à quitter le quartier Latin — où la prestigieuse école de commerce est installée depuis soixante ans — pour une ville encore en friche à 30 km de Paris, sans transports ni autoroute ce qui ne sera pas sans poser de problèmes jusqu’à l’arrivée du réseau express régional d'Île-de-France (RER) en 1981.
La construction est décidée en 1971 et confiée à l’architecte Seifert. L’inauguration a lieu le 9 octobre 1973 et ce jour-là, l'ESSEC devient le premier établissement d’enseignement supérieur à s’installer dans cette région. Au début du XXIe siècle son campus est une véritable ville dans la ville. Pour mieux intégrer l’école à la ville nouvelle la chapelle, la bibliothèque et le grand amphithéâtre sont ouverts aux habitants lors des évènements scientifiques ou culturels.

### Distinctions et reconnaissance
Gilbert Olivier est titulaire de la croix de guerre 1939-1945.
Le 15 mars 1958, il est commandeur de l’ordre de Saint-Grégoire-le-Grand.
Le 18 mars 1962 il est promu commandeur de l’ordre du Mérite sportif. L'ordre du mérite sportif, supprimé en 1963 lors de la création de l'ordre national du Mérite, est remplacé en 1969 par la médaille de la jeunesse et des sports comprenant trois échelons : bronze, argent et or.
En 1963, l'Académie des sports lui décerne le prix de l'éducateur et du dirigeant sportif créé pour récompenser le dévouement, le travail, le talent et l'esprit formateur du meilleur dirigeant et éducateur sportif de l'année. Ce prix  lui est remis le 2 janvier 1964.
Le 11 juillet de la même année, il est nommé chevalier de la Légion d’honneur en qualité d'avocat à la cour d'appel de Paris puis promu officier le 13 juillet 1979 en qualité de directeur général de l'ESSEC.
En hommage à son action éminente, l'ESSEC a donné son nom à sa bibliothèque universitaire.

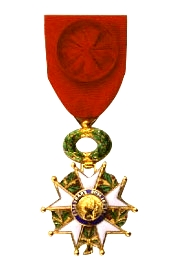
médaille d'officier de la Légion d'honneur.
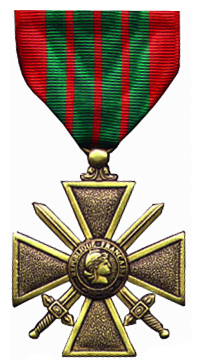
médaille de la croix de guerre 1939-1945.
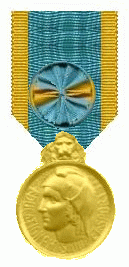
médaille d'or de la jeunesse et des sports.
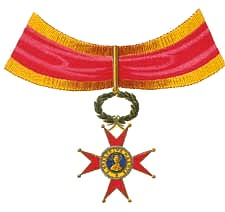
cravate de commandeur de l'ordre de Saint-Grégoire-le-Grand.